# Anthurium magnificum
Anthurium magnificum är en kallaväxtart som beskrevs av Jean Jules Linden. Anthurium magnificum ingår i släktet Anthurium och familjen kallaväxter. Inga underarter finns listade.

## Bildgalleri

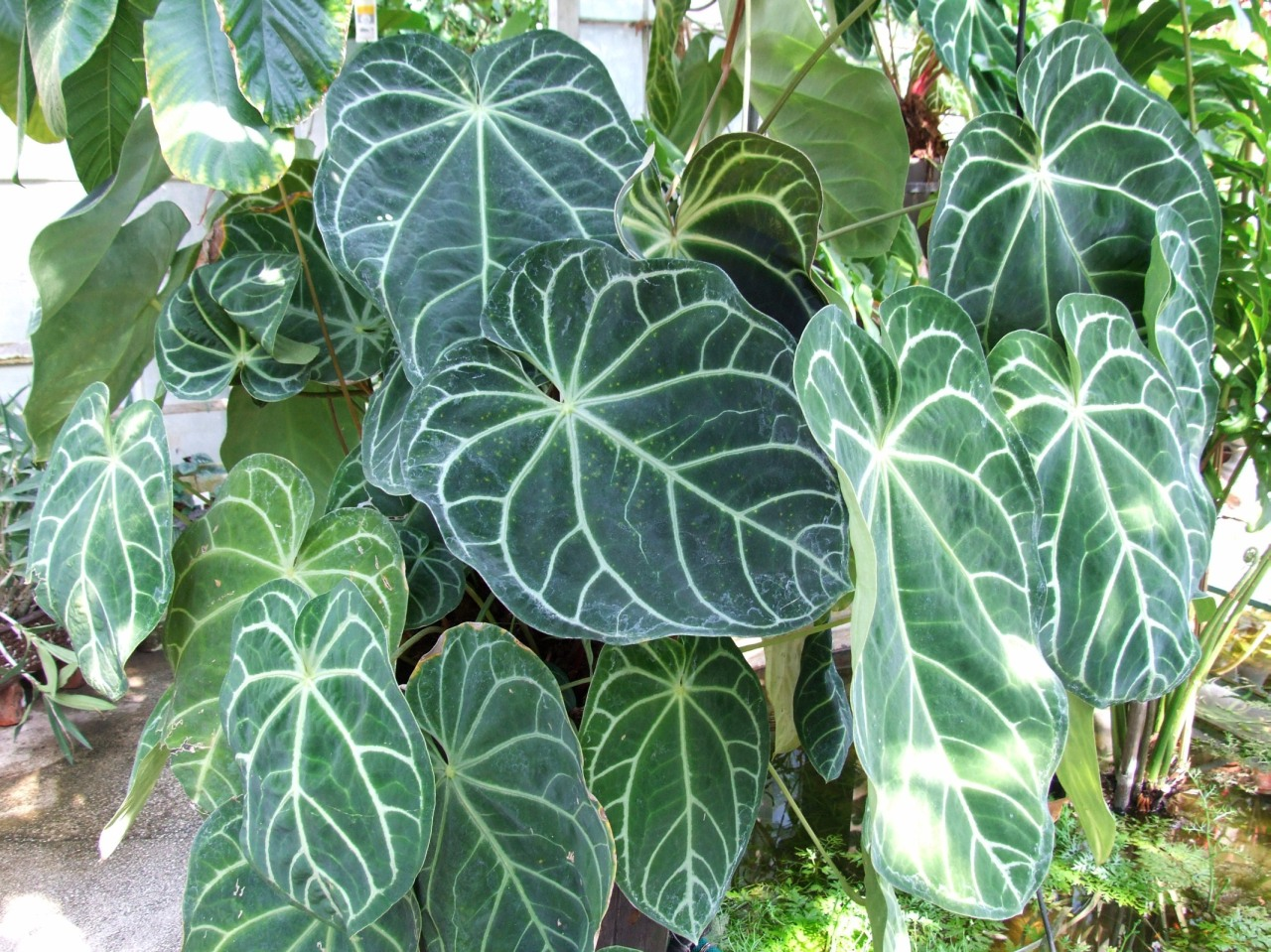
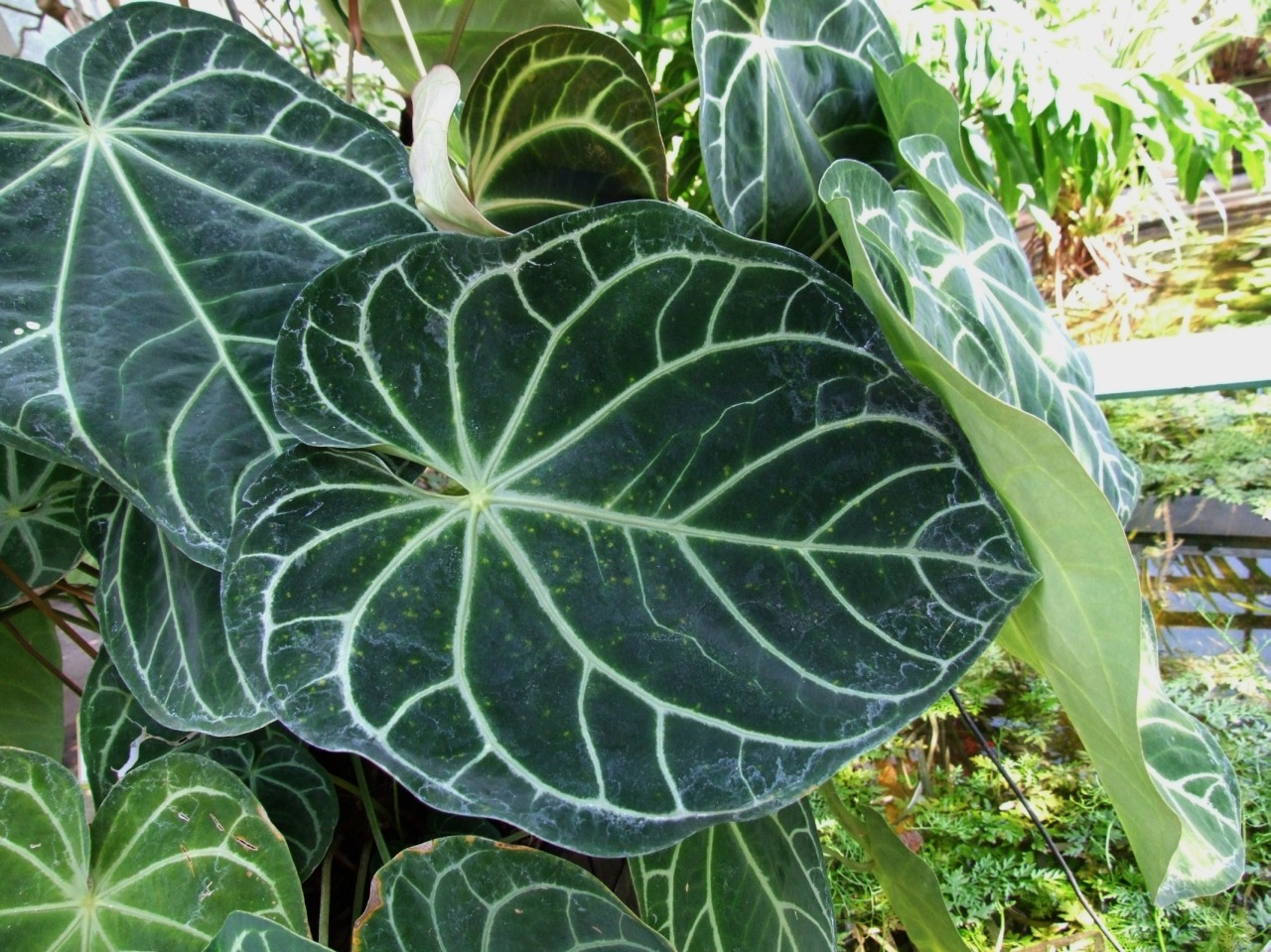